# Torreperogil
Torreperogil település Spanyolországban, Jaén tartományban. Torreperogil Úbeda, Sabiote és Cazorla községekkel határos. Lakosainak száma 7113 fő (2024).

## Népesség
A település népessége az elmúlt években az alábbi módon változott:
| Lakosok száma | 7266 | 6948 | 7331 | 7225 | 7720 | 7600 | 7391 | 7276 | 7130 | 7113 |
|               | 2001 | 2004 | 2007 | 2009 | 2012 | 2014 | 2017 | 2019 | 2022 | 2024 |